# Banderiji u Hrvatskoj
Banderij, vojna postrojba u Hrvata
Učestali turski napadi prinudili su da uredi vojni ustroj. Uveden je banderijalni sustav, da se ojača obrambena moć zemlje. Uvedena je ratna daća (riz), a država je 1435. godine podijeljena na 7 oblasti (tabora) u kojem su banderijske snage svakog tabora vojno djelovale na svojem području. Hrvatsku je podijelio na tri tabora:
- Hrvatski tabor (Jadran i duž Mletačke Dalmacije) – u obrani ovog tabora su osim kraljevske i banske bandirije sudjelovale i snage tri kneza (krbavskog, cetinskog i krčko-senjskog-modruškog), te snage grada Dubrovnika

- Slavonski tabor (prema Uni) – u obrani ovog tabora su sudjelovale 5 velikaških banderija (slavonski ban, zagrebački biskup, vranski prior, blagajski knez i vlastelin Tot)

- Usorski tabor (veći dio Slavonije s južnom Mađarskom, (Bosna, Mačva i Srbija) – u obrani ovog tabora sudjeluju 4 banderije iz 7 slavonskih županija i 4 banderije istočno-slavonskih velikaša, banderija mačvanskog bana i Srebrnika i bosanskih velikaša, 6 donjomađarskih županija i srpski despot sa svim raspoloživim snagama.

Kraljevske i banske banderije su imale oko 1000, a velikaške oko 500 konjanika, a županije su davale po pola do cijele banderije u koje su ulazili plemići s kmetovima. Obrana države i granica je bila zadaća kraljevskih i banskih banderija, sastavljenim od najamnika, a uveden je i opći poziv (expeditio generalis).
Na području Dalmacije a pod mletačkom vlašću postojale su banderije poradi zaštite granice prema Osmanlijskom Carstvu.
Iako je banderija bila prvenstveno vojna organizacija ipak je možemo smatrati i širom društvenom zajednicom na čelu s harambašom, alfirom i drugim službenicima. Članovi banderije nastupali su zajednički, pod svojim barjakom, kod dočeka svjetovnih i crkvenih predstavnika, pri crkvenim proslavama, osobito u procesijama. U banderiji su se zajednički rješavala manja upravna pitanja, suprotstavljanje hajdučiji, u borbi protiv bolesti ili zajedničkih javnih poslova, do suprotstavljanja nepravdama.